# Élections législatives comoriennes de 1992
Les élections législatives comoriennes de 1992 ont lieu les 22 et 29 novembre 1992 afin de renouveler les membres de l'Assemblée fédérale des Comores. Il s'agit du premier scrutin législatif pluraliste depuis que le pays a proclamé son indépendance en 1975.

## Résultats
| Parti                                               | Sièges |
| --------------------------------------------------- | ------ |
| Union des Démocrates pour la Décentralisation (UDD) | 7      |
| Parti de la fraternité et de l'unité des îles       | 3      |
| Mouvement démocratique populaire                    | 3      |
| Mayesha Bora                                        | 3      |
| Parti comorien pour la démocratie et le progrès     | 3      |
| Front populaire comorien                            | 2      |
| Indépendants                                        | 7      |
| Autres partis                                       | 14     |
| Total                                               | 42     |